# روس جنكينز
روس جنكينز (بالإنجليزية: Ross Jenkins)‏ (9 نوفمبر 1990 واتفورد المملكة المتحدة - ) هو لاعب كرة قدم بريطاني يلعب كلاعب وسط.

## روابط خارجية
- روس جنكينز على موقع قاعدة بيانات كرة القدم.إي يو (الإنجليزية)
- روس جنكينز على موقع Soccerbase.com (لاعب) (الإنجليزية)
- روس جنكينز على موقع Soccerway.com (الإنجليزية)
- روس جنكينز على موقع عالم كرة القدم.نت (الإنجليزية)